# Pau Valldeneu i Estapé
Pau Valldeneu i Estapé (el Masnou, Maresme, 1858 - Barcelona, 26 de febrer de 1917) fou un professor i escriptor català.
Fill del mariner masnoví Joan Valldeneu i Estapé i de Rosa Estapé i Sánchez. Es llicencià en Filosofia i Lletres a la Universitat de Barcelona, estudis que superà amb la qualificació d'excel·lent el 1889. Exercí com a professor, i formà part del Colegio de profesores de Cataluña, del qual fou secretari segon el 1886. Participà en el Primer Congrés de la Llengua Catalana, celebrat a Barcelona el 1906, i el 1910 fou nomenat sotsdirector del Mont de Pietat del Gremi de Professors de Catalunya. Entre 1913 i 1917 fou sotspresident del Casino del Masnou.
Col·laborà habitualment en diverses revistes i diaris, com ara La Veu del Vallès, de Granollers, o L'Avenç i La Renaixensa, de Barcelona, on escrivia articles relacionats amb la història i llegendes de Catalunya. Escriví el llibre Breu resum de historia de Catalunya: per a ús dels primers graus en les escoles catalanes, que publicà el 1908.
Es casà amb Generosa Bertran i Maristany i va viure entre Barcelona i el Masnou. Tingueren dos fills: Joan i Generosa. El seu fill Joan Valldeneu i Bertran (el Masnou, 1899-1963) fou un conegut advocat catalanista. Pau Valldeneu va morir l'any 1917 i fou enterrat al cementiri de Montjuïc.